# Yamaha YZF-R7 (2022)
La Yamaha YZF-R7 (chiamata anche Yamaha R7) è una motocicletta prodotta dalla casa motociclistica giapponese Yamaha dal 2022.
È una sportiva carenata di media cilindrata, con motore in linea da 689 cm³, telaio in lega di alluminio/acciaio e forcella a steli rovesciati.
Velocità Massima 228km/h (rilevati al mugello) da GPS.

## Profilo e descrizione
Annunciata il 18 maggio 2021, la moto riprende il nome della YZF-R7 del 1999, ma rispetto a quest'ultima è completamente differente sia a livello tecnico-meccacnico che telaistico.
Il motore, con albero a gomiti a croce avente manovellismo con angolo di 270° e omologato Euro 5, è un bicilindrico con doppio albero a camme in testa da 689 cm³, raffreddato a liquido a quattro tempi, che eroga 73,4 CV a 8.750 giri/min e 67 Nm di coppia a 6500 giri/min. È dotato di pistoni in alluminio forgiato con cilindri placcati integrati direttamente nel basamento.